# 陰和俊
陰 和俊（イン・ヘジュン、英語: Yin Hejun, 1963年1月14日 - ）は、中華人民共和国の科学者、政治家。

## 経歴・人物
山西省古交市出身。漢民族の係累に属する人物である。
1979年に太原理工大学に入学し、同大学で学んだ後に西安電子科技大学にて修士号、中国科学院電子研究所で博士号をそれぞれ取得した。
中国科学院航空宇宙情報イノベーション研究所にて電磁波とマイクロ波の研究者として勤務。その後は中国科学院第三研究所副所長などを務めた後、2008年に中国科学院副院長に起用される。
2015年に中華人民共和国科学技術部次官を務め、2017年3月に中国共産党北京市委員会常務委員、同年4月に北京市人民政府副市長にそれぞれ任命される。
2017年の中国共産党第十九回全国代表大会において、中国共産党第19回中央委員会候補委員列表の仲間入りを果たし、2018年10月には中国共産党天津市委員会副書記に任命された。
2023年10月24日、全国人民代表大会常務委員会の決定により王志剛の後を受けて中華人民共和国科学技術部部長に任命され、中華人民共和国主席・習近平同志の署名による国家主席令第十四号の発令・布告により正式に就任した。